# Nationalhymne von Honduras
Himno nacional de Honduras (Spanisch: „Nationalhymne Honduras'“) ist seit 1915 die Nationalhymne von Honduras. Der Text ist von Augusto Constancio Coello und die Musik von Carlos Hartling.
„Tu bandera es un lampo de cielo“ ist im vollen Umfang eine Chronologie der Geschichte Honduras seit der Kolonialisierung durch Spanien.
Die Hymne besteht aus acht Versen, wovon der erste der Refrain ist, welcher eine allegorische Beschreibung der hauptsächlichen nationalen Symbole Honduras ist – die honduranische Flagge und das Wappen des Landes.

## Text
Refrain:

Tu bandera, tu bandera

Es un lampo de cielo

Por un bloque, por un bloque

De nieve cruzado;

Y se ven en su fondo sagrado

Cinco estrellas de pálido azul;

En tu emblema que mar rumoroso

Con sus ondas bravías escuda,

De un volcán, de un volcán

Tras la cima desnuda

Hay un astro, hay un astro

De nítida luz.

India, virgen y hermosa dormías

De tus mares al canto sonoro,

Cuando echada en tus cuencas de oro

El audaz navegante te halló;

Y al mirar tu belleza extasiado

Al influjo ideal de tu encanto,

La orla azul de tu espléndido manto

Con su beso de amor consagró.

Refrain

De un país donde el sol se levanta,

Mas allá del Atlante azulado,

Aquel hombre que te había soñado

Y en tu busca a la mar se lanzó.

Cuando erguiste la pálida frente,

En la viva ansiedad de tu anhelo,

Bajo el dombo gentil de tu cielo

Ya flotaba un extraño pendón.

Refrain

Era inutil que el indio tu amado

Se aprestara a la lucha con ira,

Porque envuelto en su sangre Lempira,

En la noche profunda se hundió;

Y de la épica hazaña, en memoria,

La leyenda tan sólo ha guardado

De un sepulcro el lugar ignorado

Y el severo perfil de un peñón.

Refrain

Por tres siglos tus hijos oyeron

El mandato imperioso del amo;

Por tres siglos tu inútil reclamo

En la atmosfera azul se perdió;

Pero un día gloria tu oído

Percibió, poderoso y distante,

Que allá lejos, por sobre el Atlante,

Indignado rugía un León.

Refrain

Era Francia, la libre, la heroica,

Que en su sueño de siglos dormida

Despertaba iracunda a la vida

Al reclamo viril de Dantón:

Era Francia, que enviaba a la muerte

La cabeza del Rey consagrado,

Y que alzaba soberbia a su lado,

El Altar de la Diosa razón.

Refrain

Tú también, ¡oh mi patria!, te alzaste

De tu sueño servil y profundo;

Tú también enseñastes al mundo

Destrozado el infame eslabón.

Y en tu suelo bendito, tras la alta

Cabellera de monte salvaje,

Como un ave de negro plumaje,

La colonia fugaz se perdió

Refrain

Por guardar ese emblema divino,

Marcharemos Oh Patria a la muerte,

Generosa será nuestra suerte,

Si morimos pensando en tu amor.

Defendiendo tu santa bandera

Y en tus pliegues gloriosos cubiertos,

Serán muchos, Oh Honduras tus muertos,

Pero todos caerán con honor.

Refrain

## Übersetzung ins Deutsche
Refrain:

Deine Fahne, deine Fahne

Ist ein Glanz des Himmels

Umgeben von einem Band, einem Band

Aus Schnee

Und auf seinem heiligen Hintergrund

Sind fünf hellblaue Sterne

In deinem Emblem, das von einem holprigen Meer

Mit seinen wilden Wellen geschützt wird

Hinter dem leeren Gipfel eines Vulkans, eines Vulkans

Befindet sich ein Stern, befindet sich ein Stern aus klarem Licht

Um dieses göttliche Emblem zu erhalten

Lass, uns oh Vaterland, in den Tod marschieren

Edel wird dein Schicksal sein

Wenn wir eingedenk deiner Liebe sterben

Deine heilige Fahne verteidigend

Und bedeckt in deinen glorreichen Falten

Wird es, Honduras, von deinen Toten viele geben

Aber alle werden mit Ehre fallen

Refrain